# GLAS F1 Team
GLAS F1 Team fue un proyecto fallido de equipo mexicano de Fórmula 1, que se encontraba inscrito para participar en la temporada 1991.

## Historia

### Inicios
El equipo inició en 1990, encabezado por el empresario mexicano Fernando González Luna y con el apoyo de Lamborghini Engineering. Esta marca había entrado a la Fórmula 1 dos años atrás, como fabricante de motores de 12 cilindros, y quería hacer su primer chasis para el campeonato. El diseño del monoplaza fue hecho por Mauro Forghieri y fue presentado en el Gran Premio de México de 1990, pocos días después, González Luna se dio a la fuga tras tener supuestamente un pedido de captura por la Interpol por supuesto tráfico de drogas.

### Modena Team
Luego de esta baja presupuestaria, el italiano Paolo Patrucco pasó a ser el inversor del equipo, rebautizándolo como Modena Team.

### Pilotos
En 1989, el equipo anunciaría un programa de pruebas intensivo para la segunda mitad del año y se nombró al piloto mexicano de origen italiano, Giovanni Aloi, este piloto estaría puesto para encabezar las pruebas en Imola, Monza, Hockenheim y Estoril.